# Айво (округ)
Айво (англ. Aiwo) — административный и избирательный округ Науру. Расположена в западной части острова. Площадь 1,00 км², население 1 092 человека (2005). Айво иногда называют неофициальной столицей Науру, хотя официально столицы там нет, а в качестве неофициальной чаще называют Ярен.
В округе Айво размещена большая часть науруанской промышленности. Здесь расположены:
- Бульвар Айво;
- Новый лодочный порт;
- Чайнатаун;
- Отель O’dn Aiwo Hotel (один из двух отелей в Науру, находится в частной собственности);
- Электростанция;
- учреждения местного самоуправления;
- Науруанская фосфатная корпорация.

От округа Айво в парламент Науру выбираются два депутата.